# BMW Z8
La BMW Z8 è una autovettura di tipo roadster prodotta dalla casa automobilistica tedesca BMW dal 2000 al 2003.

## Storia e contesto
Nella seconda metà degli anni novanta la BMW cominciò a pensare ad una vettura che potesse competere con le Mercedes-Benz Classe SL e che nel 1997, al salone dell'automobile di Tokyo fu presentato il prototipo, denominato BMW Z07.

### Presentazione e telaio

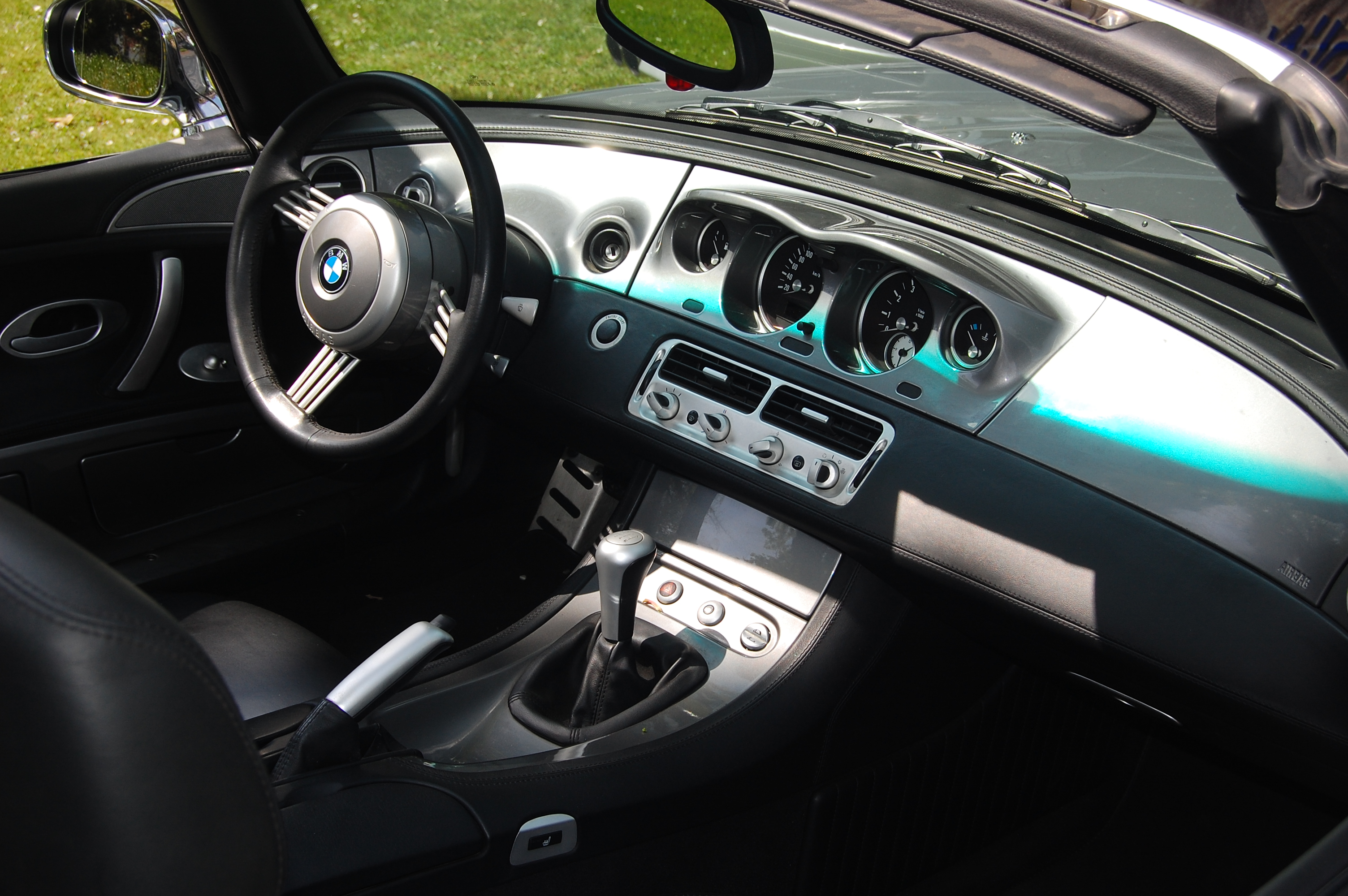
Interni della vettura

Il debutto mondiale, presto seguito dall'apparizione della Z8 accanto a Pierce Brosnan/James Bond nel film Il mondo non basta, avviene però solo due anni dopo al Salone dell'automobile di Los Angeles, un debutto americano come quello della BMW 507, sua antenata. Il nome della nuova roadster bavarese era Z8 (sigla di progetto E52). Il nome da una parte riprendeva la tradizione di siglare le roadster della casa con la lettera Z, mentre dall'altra andava controcorrente, poiché il numero non era legato alla Serie 8, fuori produzione dall'anno precedente, visto anche che l'autovettura utilizzava la meccanica della berlina sportiva M5 E39, sua contemporanea.
La Z8 è realizzata attorno ad un telaio spaceframe in alluminio dai livelli di rigidezza più che doppi rispetto alle spider tradizionali. Hans Rathgehber, ingegnere a capo del progetto ha dichiarato che occorre una forza di 10.500 Nm per fare flettere il telaio di un solo grado. Le sospensioni anteriori sono di tipo MacPherson in alluminio di nuova progettazione (riprese dalle Serie 5) ed il ponte posteriore è un multilink a cinque bracci.

### Design

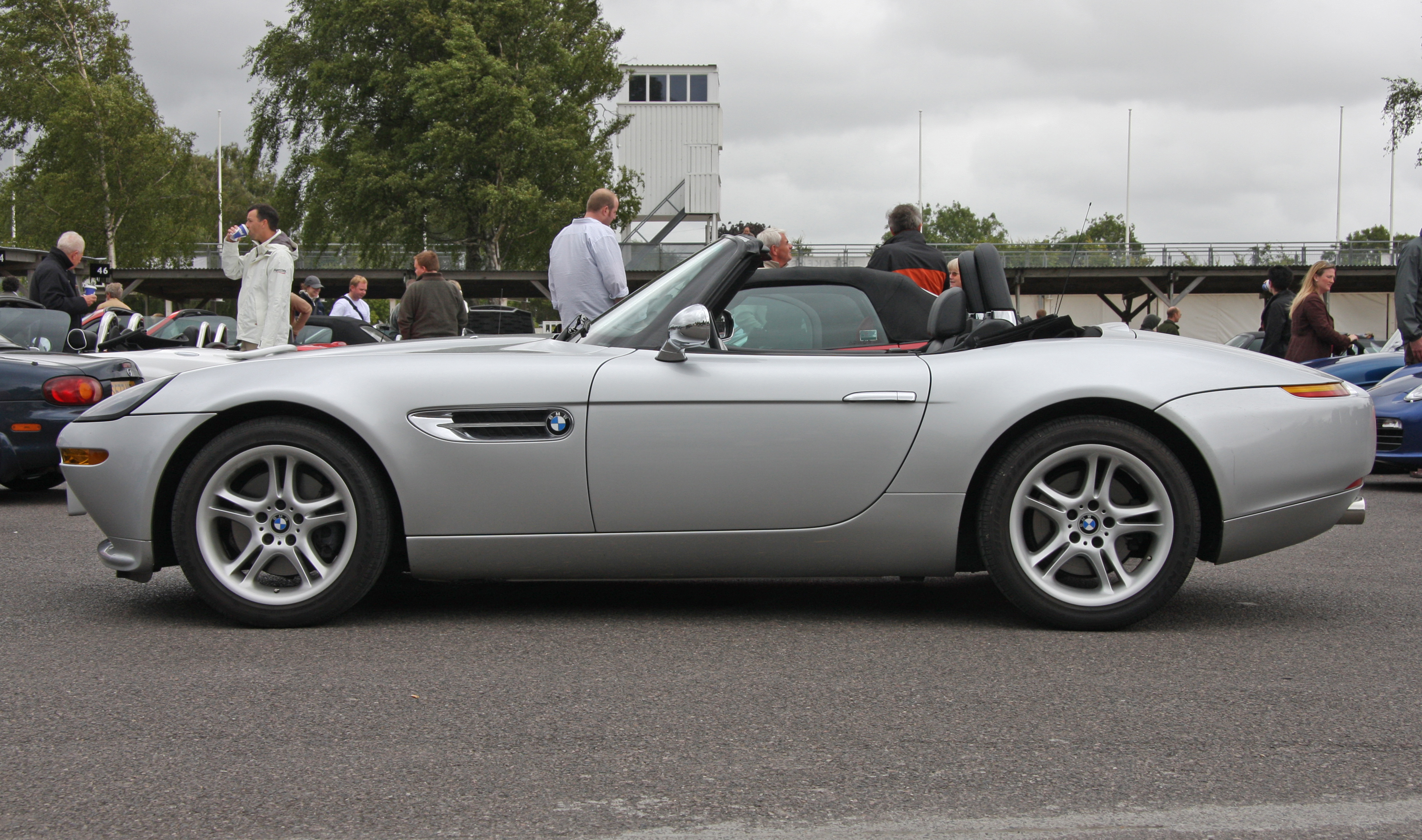
Linea laterale di una Z8 con capote scoperta; notare la "branchia" sul parafango anteriore che chiama la BMW 507

La sua configurazione generale prevede motore anteriore-trazione posteriore, cofano lungo, abitacolo arretrato, sbalzo anteriore corto e posteriore più lungo. Classica la coppia di sfoghi d'aria dietro i parafanghi anteriori, elemento che richiama la 507 di 45 anni prima, moderna la forma affusolata del muso, pulita ed aerodinamica, con un accenno ai tre volumi caratteristici del frontale della 507. La calandra a doppio rene ha uno sviluppo orizzontale, distaccandosi dagli altri modelli della casa, ed ingloba le luci abbaglianti; i fari sono a tecnologia xeno. Nella coda si trovano dei sottili gruppi ottici a sviluppo orizzontale, con tecnologia neon; le luci di retronebbia e di retromarcia sono posizionate ai lati della targa e inglobate nel paraurti. La Z8, al momento della presentazione, era l'unica vettura di serie mai prodotta con la completa segnalizzazione (fanali e indicatori di posizione) al neon.
Nata come roadster, la Z8 può trasformarsi anche in una simil-coupé grazie all'hard-top, che poteva essere ordinato al posto della classica capote in tela al momento dell'acquisto della vettura.
La plancia è avvolgente con modanature in tinta carrozzeria, il volante ha delle razze sottili e la strumentazione è in posizione centrale. Il sistema di navigazione satellitare è a scomparsa nel vano inferiore all'impianto di climatizzazione.

### Sicurezza
La vettura non proponeva niente nella lista degli accessori a richiesta: la dotazione di serie prevedeva l'ABS con CBC (controllo della frenata in curva), il DSCIII (controllo dinamico della stabilità) che integra la funzione ASC+T (antipattinamento in accelerazione e controllo della trazione) ed il DBC (controllo dinamico della frenata).
Oltre ai sistemi di sicurezza, erano presenti pneumatici Run Flat Combination che consentono di viaggiare fino ad 80 km/h di velocità a ruote sgonfie, l'hard-top in tinta con la carrozzeria, i sedili sportivi in pelle Nappa a regolazione elettrica e riscaldabili, l'autoradio con caricatore per 6 CD e un sistema Hi-Fi da 10 altoparlanti. Gli specchietti retrovisori sono ricoperti da una calotta cromata, i cerchi sono in lega leggera da 18 pollici con gomme 245/45 WR18 e 275/40 WR18.

## Tecnica e motore
Il motore è un 8 cilindri a V di 90° dalla cilindrata di 4941 cm³, che eroga 400 CV di potenza (394 nella versione per il mercato statunitense) e 500 Nm di coppia già a partire dai 3.800 giri/minuto. Si tratta, dello stesso propulsore già utilizzato per la M5 E39.
Nella prova su strada, la rivista Quattroruote ha rilevato una velocità di 253,5 km/h (era dichiarata una velocità limitata elettronicamente di 250 km/h), un'accelerazione da 0 a 100 km/h in 5,3 secondi. Erano necessari 9,4 secondi per riprendere da 70 a 120 km/h in IV marcia.
La distribuzione dei pesi è 51/49% fra avantreno e retrotreno (1.585 kg a vuoto), il baricentro è all'altezza del ginocchio del guidatore.
Cinque erano le colorazioni standard per la carrozzeria: due pastello (nero e rosso) e tre metallizzate (argento, grigio stratus e blu topazio). A queste vanno aggiunte le numerose possibilità offerte dal programma Individual, che prevedeva una vasta scelta di tinte diverse, comprese combinazioni bicolore.

## Alpina Z8

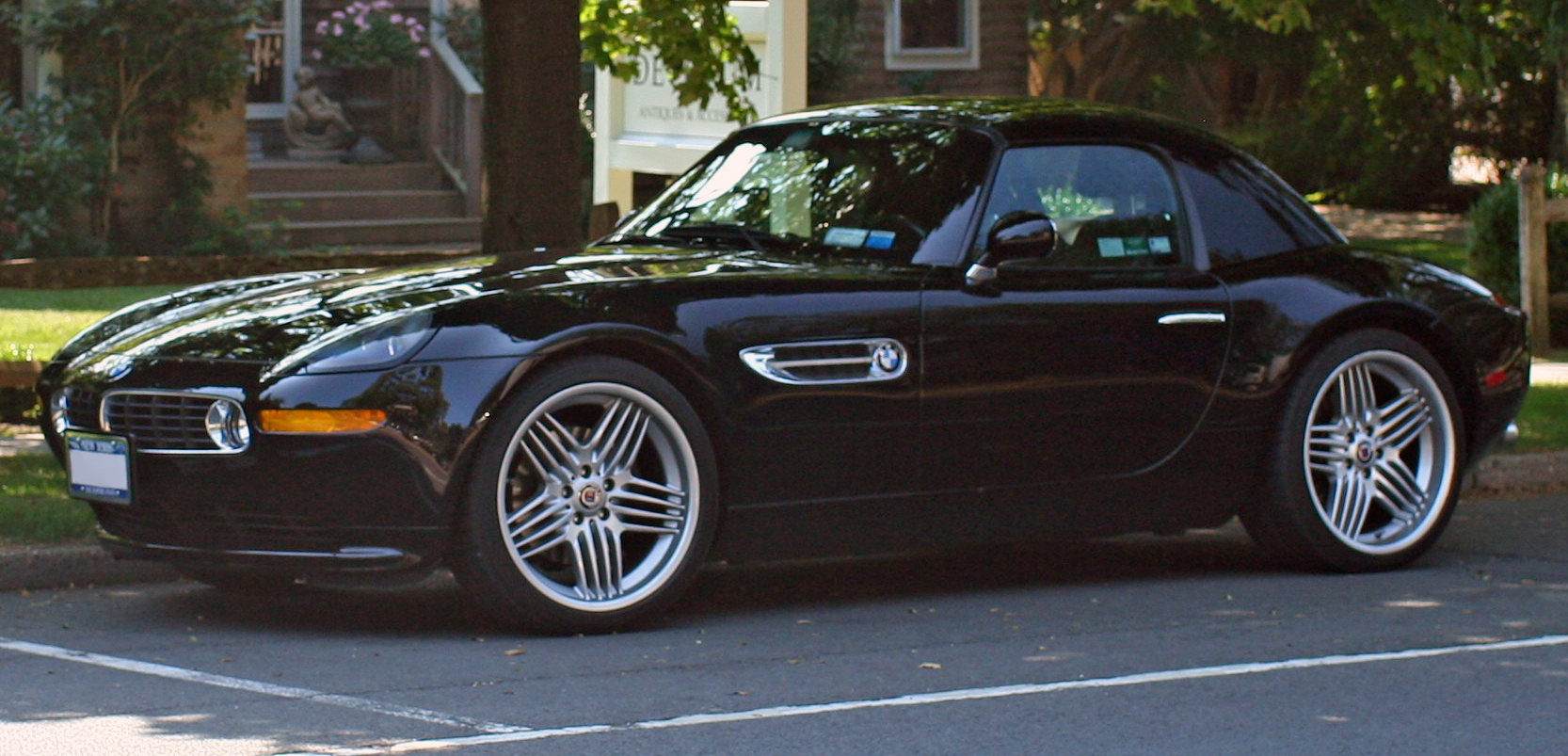
La Alpina Z8

Alpina, la casa automobilistica tedesca, ha realizzato una serie di 555 vetture Z8 dotate di cambio automatico Switchtronic (su base ZF) e motore V8 con potenza limitata a 375 CV. Le modifiche andavano incontro ai gusti degli automobilisti americani a cui il cambio manuale e l'erogazione della potenza dei propulsori preparati dalla sezione M (da Motorsport, divisione sportiva della casa) non andavano a genio.

## Fine produzione
Nel 2003 la produzione della Z8 è stata interrotta senza una erede in tale classe, essendo l'altro modello BMW scoperto, la Z4, classificabile in un segmento inferiore come cilindrata. Ne furono prodotti 5.703 esemplari.